# Abadia de Bangor
A Abadia de Bangor foi fundada por São Comgall em 558 em Bangor, Condado de Down, Irlanda do Norte e era famosa por seu aprendizado e governo austero. Não deve ser confundida com a abadia um pouco mais antiga no País de Gales no local da Catedral de Bangor.

## Fundação
Comgall fundou o mosteiro em Bangor por volta de 558 no Condado de Down, na costa sul de Belfast Lough. Os antigos Anais diferem sobre o ano exato, dando várias datas entre 552 e 559. Os primeiros, os Anais de Tighernach e os Anais de Innisfallen, dão 558 como a data da fundação. O nome às vezes era escrito "Beannchor". O lugar também era chamado de "Vale dos Anjos", porque, de acordo com uma lenda popular, São Patrício descansou lá e viu o vale cheio de anjos.
Comgall nasceu em Antrim em 517 e foi educado em Clooneenagh e Clonmacnoise. O espírito do monasticismo era então forte na Irlanda. Muitos buscavam a solidão para melhor servir a Deus, e com esse objetivo Comgall retirou-se para uma ilha solitária. As persuasões de seus amigos o tiraram de seu retiro; mais tarde, ele fundou o mosteiro de Bangor.
Sob seu governo, que era rígido, a oração e o jejum eram incessantes. A comida era escassa e simples. A adoração ocupava o lugar mais importante na vida da comunidade. É claro que a música era uma característica proeminente da adoração dos monges de Bangor. Multidões vinham para compartilhar suas penitências e suas vigílias; eles também vinham para aprender.

## Galeria

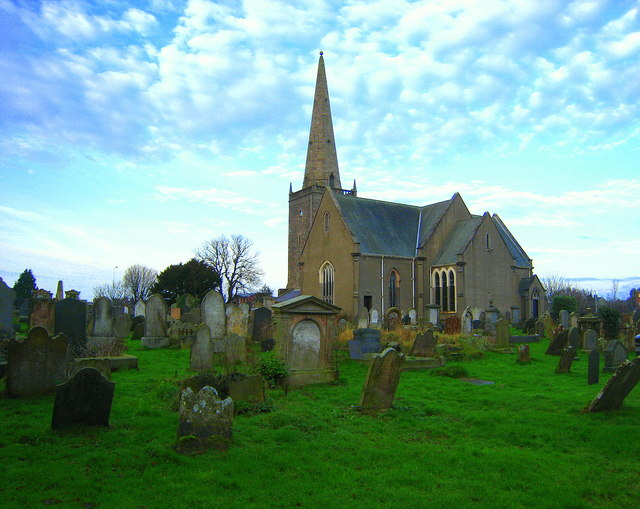
Abadia e cemitério de Bangor
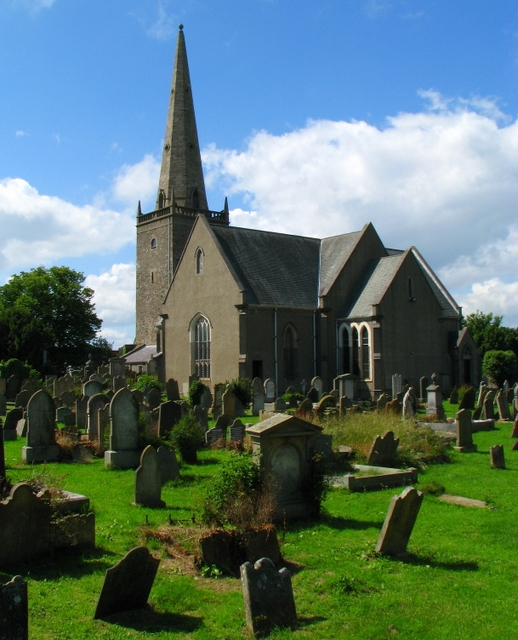
Outra vista
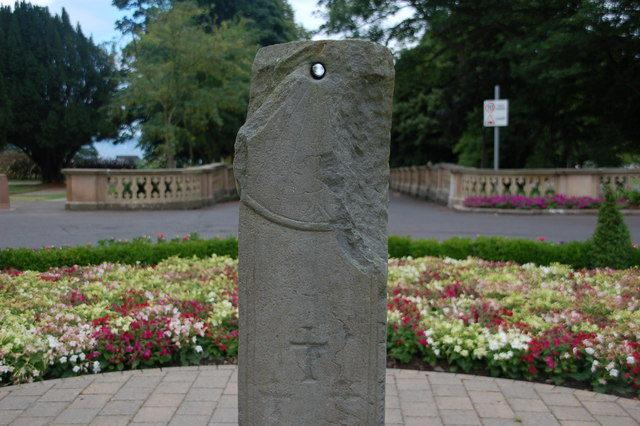
O relógio de sol de Bangor em ruínas (c. 900), agora em exposição do lado de fora da prefeitura.
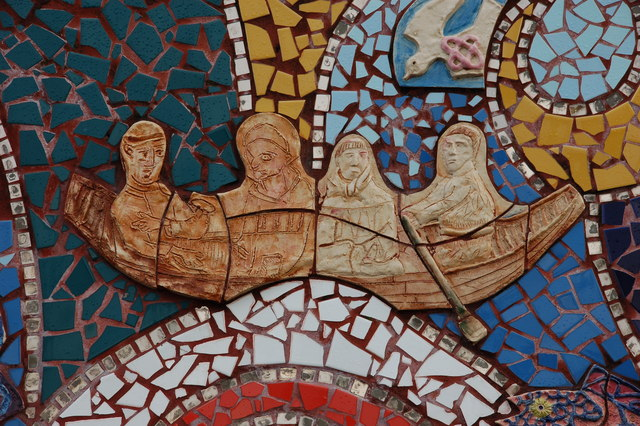
Mosaico do porto de Bangor representando São Comgall e outros monges.